# Охотники за сокровищами (фильм, 1981)
«Охотники за сокровищами» (англ. The Treasure Hunters) — гонконгский комедийный боевик с боевыми искусствами с участием Фу Шэна и Гордона Лю. Буквальный перевод названия с китайского — «Дракон и тигр — молодые господа» (кит. 龍虎少爺).

## Сюжет
Двое парней-жуликов, Чап Тоупоу и Чиу Каучик, объединяют свои усилия, чтобы отыскать легендарное золото Чён Поучай. Многие люди, также искавшие сокровища, были убиты, и монах из храма Фатва, Моу Сён, приходит на помощь местному монастырю.
Тоупоу и Каучик находят зацепку, когда узнают, что в магазине антиквара Лоу хранятся предсмертные письма Поучая. Парни отправляются туда, притворившись, что заинтересованы в покупке этих писем, а затем вновь возвращаются, чтобы их выкрасть. Когда владелец лавки ловит парней с поличным, они понимают, что не смогут его одолеть. Тем не менее, воришкам всё же удаётся забрать письма, а перед уходом они обещают поделиться сокровищами в случае удачи.
Пара убийц, Моу Чхун и его немая сестра, обвиняют монаха Моу Сёна в убийствах, намереваясь сохранить золото для себя. Тоупоу и Каучик пытаются помочь ложно обвинённому, полагая, что сокровища могут находиться в его храме, и что он отведёт их туда. Они предупреждают его о заговоре Моу Чхуна после того, как те стали свидетелями убийства им других золотоискателей. После того, как монах получает ранение в драке с Чхуном, двое друзей отводят его в местный монастырь для залечивания. Находясь там, двое друзей случайно выясняют, что тамошняя статуя Будды и является сокровищем: статуя была выкрашена, чтобы скрыть тот факт, что она целиком сделана из золота. Когда Чхун с сестрой прибывают в монастырь, чтобы расправиться с монахом и потребовать сокровища, служители монастыря вместе с двумя друзьями объединяют свои усилия против них.

## В ролях
| Актёр        | Оригинальное имя персонажа | Кантонское чтение | Чтение на путунхуа |
| ------------ | -------------------------- | ----------------- | ------------------ |
| Фу Шэн       | 執到寶                     | Чап Тоупоу        | Чжи Даобао         |
| Гордон Лю    | 無相                       | Моу Сён           | У Сян              |
| Чён Чиньпхан | 招九積                     | Чиу Каучик        | Чжао Цзюцзи        |
| Лау Кавин    | 魯古董                     | антиквар Лоу      | антиквар Лу        |
| Джонни Ван   | 莫冲                       | Моу Чхун          | Мо Чун             |
| Уилсон Тхон  | 曹洪                       | Чхоу Хун          | Цао Хун            |
| Ён Чинчин    | 啞婢                       | немая служанка    | немая служанка     |

## Реакция
Отзывы на фильм неоднозначные — как позитивные, так и негативные. Авторы книги The Encyclopedia of Martial Arts Movies высоко оценивают фильм, отмечая юмор и «чудесную» постановку боёв. Положительно о фильме отзывается и Энтони Гейтс на сайте easternkicks.com, который имеет такую же точку зрения относительно боёв и комедийной составляющей картины, хотя единственным разочарованием фильма считает то, что у героя Гордона Лю очень мало боёв. Негативно о фильме пишет Борис Хохлов (HKCinema.ru), который основной проблемой «Охотников» считает «старомодность и дурашливость», а среди прочих недостатков указывает на «затянутость и притянутость сюжета за уши» и «достаточно стандартные» бои.